# Jerramy Stevens
(en) Statistiques sur pro-football-reference
Jerramy Ryan Stevens (né le 13 novembre 1979 à Boise) est un joueur américain de football américain.

## Biographie
Il étudie à la 'River Ridge High School' de Lacey dans l'état de Washington.
Le 2 juin 1998, durant ses études, lui et un autre étudiant sont accusés d'avoir battu un camarade à la tête avec une batte de Baseball et piétiné sur son visage. La victime a eu une fracture de la mâchoire, Stevens a admis sa faute plus tard. Comme il a été testé positif à la cannabis au cours de la détention, il a passé trois semaines dans la prison de Thurston. Trois entraîneurs de football de l'université de Washington ont écrit au juge en affirmant que l'offre de bourses de Stevens était encore valable, et le juge a autorisé Stevens à participer au camp d'entraînement avec les Washington.
En 1999, il fait 21 réceptions pour 265 yards et 4 touchés. En 2000, il fait 43 réceptions pour 600 yards et 3 touchés et remporte le Rose Bowl avec Washington. Le 9 septembre 2000, à Miami, il fait 7 réceptions pour 89 yards.
Le 27 juillet 2000, il est arrêté pour l'agression sexuelle d'une étudiante de 19 ans.
Le 4 mai 2001, il est cité pour conduite dangereuse et délit de fuite. L'accident a frappé une commode sur un lit où une femme de 92 ans dormait. Il a plaidé coupable et a reçu une peine d'emprisonnement de 90 jours avec sursis, 240 heures de travaille communautaire.
Stevens joue 12 matchs durant la saison 2002. En 2003, il joue 16 matchs. En 2004, il joue 16 matchs. En 2005, il joue 12 matchs.
Le 3 avril 2003, il est arrêté par la police de Medina, à Washington, pour conduite dangereuse et de conduite en état d'ébriété. Il a plaidé coupable à une conduite imprudente. Pour violation de probation de l'incident de mai 2001, il a passé cinq jours en prison.
Le 3 mars 2011, il est arrêté et inculpé pour avoir battu deux videurs dans un bar à Tampa, en Floride.
Le 12 novembre 2012, il est arrêté à la suite de l'agression d'une altercation qui a laissé sa fiancée, Hope Solo, blessé, mais le juge a abandonné les poursuites le lendemain pour manque de preuves.
Le 13 novembre 2012, il se marie avec Hope Solo, gardienne de l'équipe nationale de soccer.

## NFL statistiques
| Année    | Équipe               | Matchs | Récéption | Objectif | Yards | yards par Récéption | Longueur de Récéption | Touchdowns | First Downs | Fumbles | Fumbles Lost |
| -------- | -------------------- | ------ | --------- | -------- | ----- | ------------------- | --------------------- | ---------- | ----------- | ------- | ------------ |
| 2002     | Seattle Seahawks     | 12     | 26        | -        | 252   | 9.7                 | 29                    | 3          | 14          | 1       | 0            |
| 2003     | Seattle Seahawks     | 16     | 6         | -        | 72    | 12.0                | 26                    | 0          | 3           | 0       | 0            |
| 2004     | Seattle Seahawks     | 16     | 31        | -        | 349   | 11.3                | 32                    | 3          | 19          | 0       | 0            |
| 2005     | Seattle Seahawks     | 16     | 45        | -        | 554   | 12.3                | 35                    | 5          | 31          | 0       | 0            |
| 2006     | Seattle Seahawks     | 11     | 22        | 48       | 231   | 10.5                | 26                    | 4          | 12          | 1       | 1            |
| 2007     | Tampa Bay Buccaneers | 15     | 18        | 21       | 189   | 10.5                | 24                    | 4          | 11          | 0       | 0            |
| 2008     | Tampa Bay Buccaneers | 14     | 36        | 59       | 397   | 11.0                | 31                    | 2          | 16          | 0       | 0            |
| 2009     | Tampa Bay Buccaneers | 16     | 15        | 32       | 130   | 8.7                 | 17                    | 1          | 6           | 0       | 0            |
| 2010     | Tampa Bay Buccaneers | 5      | 3         | 5        | 43    | 14.3                | 22                    | 0          | 2           | 0       | 0            |
| Carrière |                      | 121    | 202       | 165      | 2,217 | 11.0                | 35                    | 22         | 114         | 2       | 1            |

Aucun palmarès connu à ce jour.